# 麥克萊恩 (紐約州)
麥克萊恩（英語：McLean）是位於美國紐約州湯普金斯縣的普查規定居民點。

## 人口
根據2020年美國人口普查的數據，麥克萊恩的面積為0.61平方千米，當中陸地面積為0.60平方千米，而水域面積為0.01平方千米。當地共有人口378人，而人口密度為每平方千米619.67人。